# Östberga, Djursholm

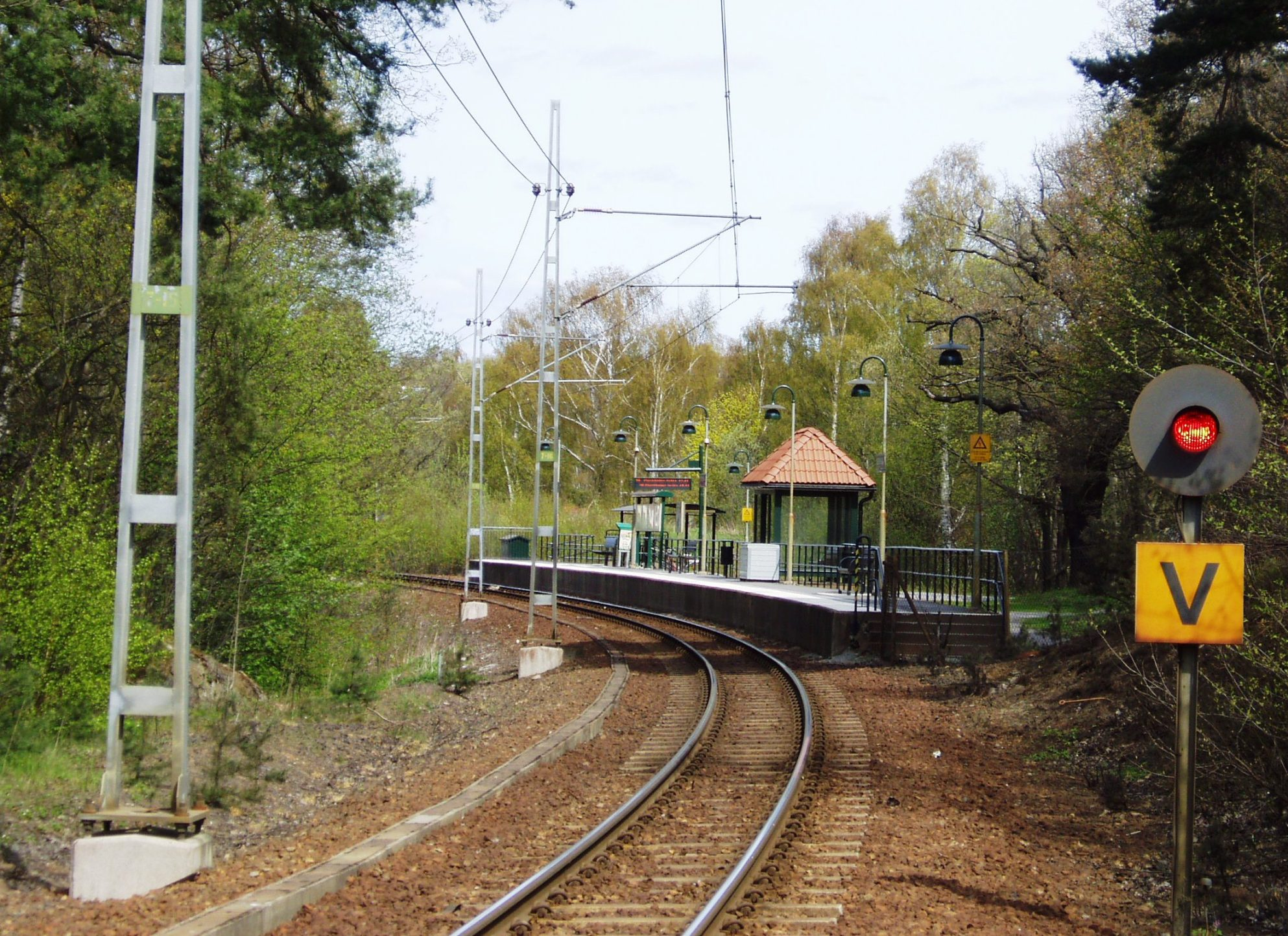
Hållplatsen i Östberga.

Östberga är en del av Djursholm i Danderyds kommun, Stockholms län.
Här finns en av Roslagsbanans stationer, 7,7 km från Stockholms Östra. Under hösten 2006 brann den gamla stationskuren ned, och den har därefter ersatts med en kur av glas.